# 이재민 (축구 선수)
이재민(1987년 5월 29일 ~ )은 대한민국의 축구 선수이다. 포지션은 공격수이다.